# Лорие, Мария Фёдоровна
Мария Фёдоровна Лорие́  (1 [14] января 1904, Москва — 13 февраля 1992, Москва) — советская переводчица с английского языка.

## Биография
Дочь владельца ювелирной фабрики и магазина на улице Кузнецкий мост в Москве Фёдора Антоновича Лорие (1858—1920). Мать, Ольга Ивановна Лорие (в девичестве Бернер, 1863—1936), происходила из семьи купца и потомственного почетного гражданина Иоганна Теодора Бернера, прибывшего в Москву из Либавы.
В 1924 году окончила педагогический факультет 2-го Московского университета. Литературную деятельность начала в 1925 году переводом рассказа Ш. Андерсона «Братья». Работала преподавательницей английского языка в школе и высших учебных заведениях. С 1935 года переводила и редактировала сочинения английских и американских писателей, отдавая предпочтение англичанам. В 1941 году стала членом Союза писателей. Руководила семинаром переводчиков. С 1957 по 1981 гг. член редколлегии сборника «Мастерство перевода».
М. Ф. Лорие перевела Ч. Диккенса («Большие надежды» 1952; «Колокола» 1959; «Речи» 1962), О. Генри («Короли и капуста», совм. с К. И. Чуковским), Дж. Голсуорси («Собственник», совм. с Н. А. Волжиной), С. Моэма («Узорный покров», «Остриё бритвы», «Подводя итоги»), И. Во («Мерзкая плоть»), Б. Шоу («Смуглая леди сонетов» 1946,"Избранник судьбы"), О. Уайльда («Веер леди Уиндермир»), Р. Болта («Человек для любой поры») и др.
Муж — Евгений Евгеньевич Холодовский (1902—1962), бухгалтер, путешественник, занимался горным туризмом, автор книги «По горной Абхазии» (1931); его именем назван перевал в гребне между горой Софией и Главным Кавказским хребтом. Трагически погиб при переправе через речку Кызгич-Баш 19 июля 1962 года. Похоронен в Архызе.
Умерла в 1992 году. Похоронена на Введенском кладбище.